# Цзю, Константин Борисович
Константи́н Бори́сович Цзю (англ. Kostya Tszyu; род. 19 сентября 1969, Серов, Свердловская область) — советский, российский и австралийский боксёр, трёхкратный чемпион СССР (1989—1991), двукратный чемпион Европы (1989, 1991) и чемпион мира (1991) среди любителей, абсолютный чемпион мира (по версиям WBC/WBA/IBF) среди профессионалов, победил 14 боксёров за титул чемпиона мира. Заслуженный мастер спорта СССР (1991). «Выдающийся боксёр СССР» (1991).
Лучшая позиция в рейтинге Pound for Pound — 3 (2004). Занимает 51-е место в рейтинге лучших боксёров всех времен и народов вне зависимости от весовой категории по версии BoxRec с 453,8 очками.
Внесён в Международный зал боксёрской славы (2011)

## Биография

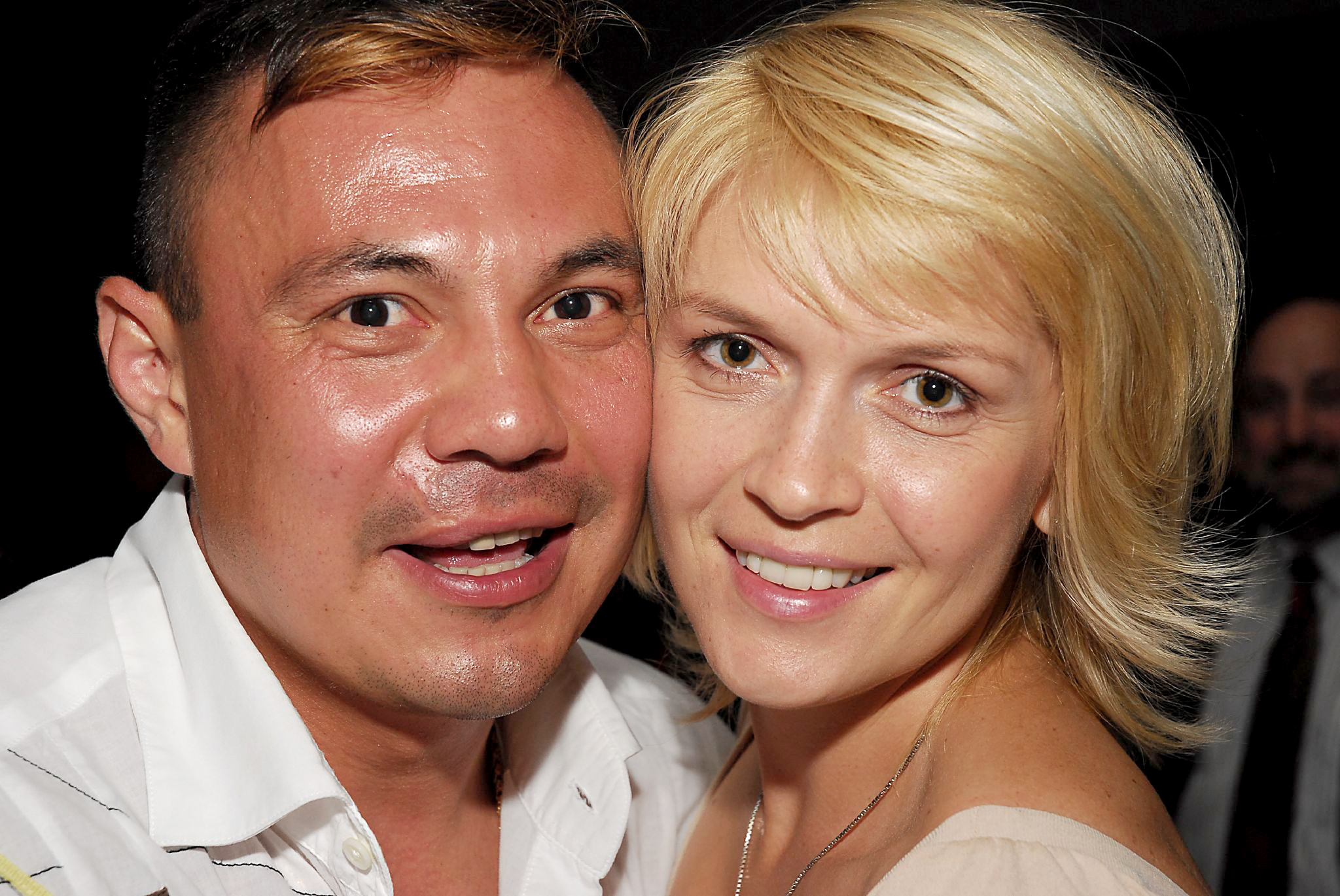
Константин и Наталья Цзю

Родился 19 сентября 1969 года в Серове (Свердловская область). Отец — Борис Тимофеевич Цзю (по отцовской линии кореец, а по материнской — русский) — работал на металлургическом заводе; мать — Валентина Владимировна Цзю — была медсестрой. Когда Косте было девять лет, отец привёл его в секцию бокса ДЮСШ.
Фамилия Цзю досталась ему от прадеда Иннокентия, который был корейцем, попавшим в Россию из Китая. Его дед уже не знал по-корейски ни единого слова и был слушателем высшего артиллерийского училища в Севастополе. Фамилию можно «перевести» с корейского как Краснов. Есть родная сестра.
В 1986 году поступил в Свердловский инженерно-педагогический институт (СИПИ). Удачно сдав зачёты и экзамены, оставил учёбу в феврале 1987 года.
С 1988 года по 1990 год — в звании рядового был приписан к батальону обеспечения учебного процесса (БОУП) Орловского высшего военного командного училища связи им. М. И. Калинина КГБ СССР (ОВВКУС). Фактически продолжал занятия боксом при насыщенном соревновательном графике.
В 1992 году переехал жить в Австралию, получил австралийское гражданство дополнительно к российскому.
В 2012 году окончил с отличием (в числе 5 лучших выпускников года) Уральский федеральный университет, пишет кандидатскую диссертацию на кафедре основ физвоспитания Тюменского государственного университета.
В 2016 году у него произошла закупорка сосуда, ему установили стент, в результате чего удалось избежать инфаркта Восстанавливался на озере Иссык-Куль.

## Личная жизнь
24 сентября 1993 года женился в Серове на Наталье Леонидовне Аникиной, 1972 года рождения, с которой был продолжительное время знаком и вместе жил. В семье трое детей (два сына — Тимофей (1994) и Никита (1998) — и дочь Анна (2004). С 3 декабря 2013 года — в разводе. После развода он оставил дом и всё имущество в Австралии детям и бывшей жене и улетел жить в Москву.
28 февраля 2015 года женился на 34-летней Татьяне Авериной, которая в начале 2015 года родила ему сына Александра, а 6 ноября 2016 года у пары родилась дочь Виктория. У Татьяны есть также сын Никита (1999 г.р.).

## Любительская карьера
Константин Цзю начал заниматься боксом в возрасте девяти лет под руководством Владимира Черни. В 1986 и 1987 был чемпионом СССР среди юниоров. В 1988 году участвовал в Олимпийских играх в Сеуле, дошёл на этих соревнованиях до четвертьфинала, где проиграл будущему чемпиону Андреасу Цюлову из ГДР.
В 1989 и 1991 годах становился чемпионом Европы, в 1990 году победил на Играх доброй воли в Сиэтле. В 1991 году он выиграл чемпионат мира в Сиднее. В финале этого турнира он смог взять верх над будущим чемпионом мира среди профессионалов Верноном Форрестом.
Всего на любительском ринге Константин одержал 270 побед в 282 поединках.

## Профессиональная карьера

### 1992—1995
Выступление Константина Цзю на чемпионате мира в Сиднее произвело впечатление на австралийского тренера Джонни Льюиса и промоутера Билла Морди. Они предложили ему вернуться в Австралию и перейти в профессионалы. Он принял предложение и 1 марта уже выступал на профессиональном ринге. В Мельбурне его соперником был чемпион австралийского штата Квинсленд Даррел Хайлз, продержавшийся против него менее двух минут.
В четвёртом бою Цзю встретился с бывшим чемпионом мира Хуаном Ла Порте, который продержался против Цзю до конца десятираундового боя. В шестом бою Цзю встретился с будущим чемпионом мира Сэмми Фуэнтесом и победил его техническим нокаутом в первом раунде. В августе 1993 года Цзю победил экс-чемпиона мира Ливингстона Брэмбла.

### 1995—2000
28 января 1995 года в Лас-Вегасе, штат Невада состоялся бой против чемпиона IBF Джейка Родригеса. После четырёх нокдаунов в шестом раунде Цзю стал новым чемпионом мира по версии IBF.
Пять месяцев спустя состоялся поединок против экс-чемпиона мира в двух весовых категориях Роджера Мэйуэзера. Бой был очень напряженным и продлился все 12 раундов. По окончании боя все трое судей отдали победу Цзю.
В конце 1995 года Цзю уволил промоутера Билла Морди и заменил его Владом Уортоном. Морди подал в суд и отсудил у Цзю компенсацию в размере нескольких миллионов долларов.
Следующий бой должен был состояться против колумбийца Уго Пинеды, являвшегося обязательным претендентом IBF, в Картахене (Колумбия). Цзю отказался ехать в Колумбию из-за нестабильной обстановки (войны правительства с партизанами). IBF заявила о возможности лишения его титула. Менеджеры Цзю обратились в суд, им удалось добиться сохранения чемпионского титула и переноса поединка в Австралию.
Уго Пинеда в первом раунде отправил Цзю в нокдаун резким ударом справа (нокдаун был лёгким: после удара Цзю лишь коснулся коленом пола и тут же встал). Но со второго раунда Пинеда начал проигрывать, в четвёртом раунде побывал в первом нокдауне, а в конце седьмого — во втором. В одиннадцатом раунде и после пятого по счёту нокдауна, когда Пинеда сел на пол у канатов, рефери остановил бой.
Затем Цзю победил Кори Джонсона (нокаут в четвёртом раунде) и южноафриканца Яна Бергмана (технический нокаут в шестом раунде). За ним закрепилась репутация сильнейшего боксёра первого полусреднего веса.
В следующем бою в первом раунде он трижды отправил пуэрториканца Леонардо Маса в нокдаун, но рефери решил, что третий нокдаун стал результатом удара, нанесённого после гонга. Впоследствии Атлетическая комиссия признала техническую ничью, но при этом Костя Цзю оставляет за собой титул чемпиона по версии IBF. Позже менеджер Цзю заявил протест, и результат был аннулирован. Ничейный результат вычеркнули.
31 мая 1997 года Цзю проводил очередную защиту своего титула против опытного боксёра Винса Филипса. Считалось, что победит Цзю. Однако бой с самого начала проходил в очень упорной и равной борьбе. К восьмому раунду инициатива полностью перешла к Филипсу. В десятом раунде рефери объявил победу Филипса техническим нокаутом.
После потери титула Цзю пришлось начинать сначала. Он последовательно победил Исмаэля Арманда Чавеса (технический нокаут в третьем раунде) и экс-чемпиона мира Кэлвина Гроува (технический нокаут в первом раунде). Затем в отборочном бою по версии WBC он победил другого бывшего чемпиона — Рафаэля Руэласа.
28 ноября 1998 состоялся поединок с Диосбелисом Уртадо, который завершился победой Цзю в пятом раунде.

### 21 августа 1999. Константин Цзю — Мигель Анхель Гонсалес
- Место проведения:  Миккосуки Гейминг Ресорт, Майами, Флорида, США
- Результат: Победа Цзю техническим нокаутом в 10-м раунде в 12-раундовом бою
- Статус: Чемпионский бой за вакантный титул WBC в 1-м полусреднем весе
- Рефери: Фрэнк Санторе младший
- Время: 0:48
- Счёт судей: Джон Кин (90-79), Дон О’Нейлл (90-81), Чак Уильямс (89-80)
- Вес: Цзю 63,30 кг; Гонсалес 63,25 кг
- Трансляция: Showtime

Так как Хулио Сесар Чавес отказался от реванша с Гонсалесом, предпочтя повторный поединок с Оскаром Де Ла Хойей, то титул WBC в 1-м полусреднем весе был разыгран между Константином Цзю и Мигелем Анхелем Гонсалесом. Цзю доминировал весь бой. В 5-м раунде он сильно избил мексиканца, но тот выстоял. В начале 10-го раунда угол попросил рефери остановить бой.

### 2000
В феврале 2000 года Цзю в 8-м раунде нокаутировал Ахмеда Сантоса.

### 29 июля 2000. Константин Цзю — Хулио Сесар Чавес
- Место проведения:  Мемориал Колизеум, Феникс, Аризона, США
- Результат: Победа Цзю техническим нокаутом в 6-м раунде в 12-раундовом бою
- Статус: Чемпионский бой за титул WBC в 1-м полусреднем весе (2-я защита Цзю)
- Рефери: Роберт Феррара
- Время: 1:28
- Вес: Цзю 63,30 кг; Чавес 63,50 кг
- Трансляция: Showtime

В июле 2000 года Цзю вышел на ринг против многократного чемпиона в нескольких весах Хулио Сесара Чавеса. В середине 3-го и начале 6-го раунда Чавес ударил Цзю в пах. Рефери снял с мексиканца очко. Сразу же после продолжения боя Цзю двойкой попал в голову Чавесу, и тот оказался на полу. Мексиканец встал на счёт 7. Бой продолжился. Цзю сразу же набросился на Чавеса. Чавес начал сам атаковать. В размене Цзю преуспел больше — значительная часть его ударов пришлась в цель. Цзю зажал Чавеса у канатов и начал добивать. Угол Чавеса вмешался, и рефери остановил бой. Команда Цзю, не дожидаясь официального объявления результата, ушла с ринга, опасаясь болевшего за Чавеса зала.

### 3 февраля. Константин Цзю — Шармба Митчелл
- Место проведения:  Мандалей Бэй Ресорт энд Касино, Лас-Вегас, Невада, США
- Результат: Победа Цзю техническим нокаутом в 7-м раунде в 12-раундовом бою
- Статус: Чемпионский бой за титул WBC в 1-м полусреднем весе (3-я защита Цзю); чемпионский бой за титул WBA в 1-м полусреднем весе (5-я защита Митчелла)
- Рефери: Джо Кортес
- Счёт судей: Кит Макдональд (66-66), Дэниел Фон де Виел (68-65 Цзю), Чак Джиампа (68-64 Цзю)
- Время: 3:00
- Вес: Цзю 63,30 кг; Митчелл 63,40 кг
- Трансляция: Showtime

В феврале 2001 года состоялся объединительный бой в полусреднем весе между обладателями поясов — WBC Константином Цзю и WBA Шармбой Митчеллом. В конце 4-го раунда Цзю и Митчелл сошлись в клинче, после чего Цзю оттолкнул противника, и тот упал на канвас. Рефери Джо Кортес снял Цзю за это очко. В середине 7-го раунда соперники сошлись в очередном клинче. Митчелл неудачно из него вышел, подвернув левую ногу и захромал. Митчелл смог достоять до гонга, но в перерыве между раундами угол снял своего бойца, сославшись на травму ноги. Цзю победил техническим нокаутом.
Затем Цзю защитил свои титулы против претендента по версии WBC Октая Уркала.

### 3 ноября 2001. Константин Цзю — Заб Джуда
- Место проведения:  Эм-Джи-Эм Гранд, Лас-Вегас, Невада, США
- Результат: Победа Цзю техническим нокаутом во 2-м раунде в 12-раундовом бою
- Статус: Чемпионский бой за титул WBC в 1-м полусреднем весе (5-я защита Цзю); чемпионский бой за титул WBA в 1-м полусреднем весе (2-я защита Цзю); чемпионский бой за титул IBF в 1-м полусреднем весе (6-я защита Джуды)
- Рефери: Джей Нейди
- Счёт судей: Дуэйн Форд (9-10), Джон Кин (9-10), Глен Хамада (9-10) — все в пользу Джуды на момент остановки
- Время: 2:59
- Вес: Цзю 63,50 кг; Джуда 63,30 кг
- Трансляция: Showtime

В ноябре 2001 года состоялся бой за звание абсолютного чемпиона в 1-м полусреднем весе между Константином Цзю и Забом Джудой. Джуда изрядно помял Константина в 1-м раунде, но в самом конце уже 2-го раунда (за 8 секунд до окончания раунда) Цзю послал американца на канвас. Джуда поднялся и сразу же упал лицом вперёд, так как у него разъезжались ноги (как откомментировал Владимир Гендлин, «ноги как спагетти»). Рефери Джей Нейди немедленно остановил бой. Не согласный с этим Джуда яростно протестовал, устроив истерику на ринге.
В 2002 прошёл поединок с боксёром из Ганы Беном Таки. Таки старался навязать бой на дистанции. Бой продлился 12 раундов, завершившись победой Цзю, с чем согласились все судьи.

### 19 января 2003. Константин Цзю — Джесси Джеймс Лейха
- Место проведения:  Телстра Супердоум, Мельбурн, Виктория, Австралия
- Результат: Победа Цзю техническим нокаутом в 6-м раунде в 12-раундовом бою
- Статус: Чемпионский бой за титул WBC в 1-м полусреднем весе (7-я защита Цзю); чемпионский бой за титул WBA в 1-м полусреднем весе (4-я защита Цзю); чемпионский бой за титул IBF в 1-м полусреднем весе (2-я защита Цзю)
- Рефери: Малькольм Булнер
- Счёт судей: Стэнли Кристодулу (59—55), Ноппхарат Сричароен (58—56), Аника Уильямс (60—54) — все в пользу Цзю
- Время: 3:00
- Вес: Цзю 63,50 кг; Лейха 63,05 кг
- Трансляция: Showtime

19 января 2003 Цзю вышел на ринг против Джесси Джеймса Лейхи. Цзю доминировал в поединке. В перерыве между 6-м и 7-м раундами угол Лейхи отказался продолжать бой из-за подозрения на разрыв барабанной перепонки у своего бойца.

### 6 ноября 2004. Константин Цзю — Шармба Митчелл (2-й бой)
- Место проведения:  Глендейл Арена, Феникс, Аризона, США
- Результат: Победа Цзю техническим нокаутом в 3-м раунде в 12-раундовом бою
- Статус: Чемпионский бой за титул IBF в 1-м полусреднем весе (3-я защита Цзю)
- Рефери: Рауль Каис
- Время: 2:48
- Вес: Цзю 63,50 кг; Митчелл 63,50 кг
- Трансляция: Showtime

В ноябре 2004 года состоялся второй бой между Константином Цзю и Шармбой Митчеллом. В середине 2-го раунда Цзю провёл левый кросс в голову. Митчелл пошатнулся. Цзю бросился добивать его, прижав к канатам, и выбросив серию ударов в голову. Митчелл попытался клинчевать, но пропустил несколько ударов, и упал. Рефери отсчитал нокдаун. Митчелл поднялся на счёт 6. Цзю попытался добивать противника, но Митчелл продержался до гонга. В начале 3-го раунда Цзю провёл левый кросс в челюсть, и претендент упал спиной на канвас. Митчелл поднялся в последний момент. Цзю начал выцеливать удар. В конце 3-го раунда чемпион левым кроссом вновь попал в челюсть претенденту. Тот отошёл назад, прижавшись к канатам. Цзю начал его бомбить. После нескольких пропущенных серий, Митчелл опустился на колено. Рефери отчитал нокдаун. Митчелл поднялся на счёт 7. Цзю сразу же вновь его прижал к канатам, и выбросил две двойки в голову. Претендент вновь упал на ринг. Рефери прекратил поединок, не открывая счёта.

### 4 июня 2005. Рикки Хаттон — Константин Цзю
- Место проведения:  М. Е. Н. Арена, Манчестер, Ланкашир, Великобритания
- Результат: Победа Хаттона техническим нокаутом в 11-м раунде
- Статус: Чемпионский бой за титул IBF в 1-м полусреднем весе (4-я защита Цзю)
- Рефери: Дейв Перрис
- Время: 3:00
- Счёт судей: Мануэль Маритскалар (105—104), Альфред Асаро (106—103), Дон Акерман (107—102) — все в пользу Хаттона
- Вес: Хаттон 63,38 кг; Цзю 63,50 кг
- Трансляция: Showtime

В июне 2005 года Цзю вышел на ринг против непобеждённого британца Рикки Хаттона. Бой состоялся в Англии. Хаттон, по прозвищу «Наёмный убийца» (англ. The Hitman), навязал Косте свой стиль. В перерыве между 11 и 12 раундами угол Цзю снял своего боксёра с боя.
После этого боя Цзю принял решение завершить профессиональную боксёрскую карьеру.

## Результаты боёв
В таблице перечислены результаты всех поединков боксёров.
В каждой строке указан результат поединка. Дополнительно номер поединка обозначен цветом, который обозначает итог поединка. Расшифровка обозначений и цветов представлена в нижеследующей таблице.
| Пример | Расшифровка                     |
| ------ | ------------------------------- |
|        | Победа                          |
|        | Ничья                           |
|        | Поражение                       |
|        | Планируемый поединок            |
|        | Поединок признан несостоявшимся |
| КО     | Нокаут                          |
| ТКО    | Технический нокаут              |
| PTS    | Решение судей (по очкам)        |
| UD     | Единогласное решение судей      |
| MD     | Решение большинства судей       |
| SD     | Раздельное решение судей        |
| RTD    | Отказ от продолжения боя        |
| DQ     | Дисквалификация                 |
| NC     | Поединок признан несостоявшимся |

| Бой | Дата             | Соперник               | Судьи              | Место боя                                                            | Раундов | Результат       | Дополнительно |
| --- | ---------------- | ---------------------- | ------------------ | -------------------------------------------------------------------- | ------- | --------------- | ------------- |
| 34  | 4 июня 2005      | Рикки Хаттон           | Дэйв Пэрриш        | М.Э.Н.-Арена, Манчестер, Англия                                      | 12      | Поражение       | RTD11         |
| 33  | 6 ноября 2004    | Шармба Митчелл (2)     | Рауль Кайз         | Глендэйл-арена, Финикс, Аризона, США                                 | 12      | Победа          | КО3           |
| 32  | 19 января 2003   | Джесси-Джеймс Лейха    | Малколм Булнер     | Телстра, Мельбурн, Виктория, Австралия                               | 12      | Победа          | ТКО6          |
| 31  | 18 мая 2002      | Бэн Таки               | Джей Нэйди         | Мандалай Бэй, Лас-Вегас, Невада, США                                 | 12      | Победа          | UD12          |
| 30  | 3 ноября 2001    | Заб Джуда              | Джей Нэйди         | Эм-Джи-Эм Гранд, Лас-Вегас, Невада, США                              | 12      | Победа          | ТКО2          |
| 29  | 23 июня 2001     | Октей Уркал            | Фрэнк Каппуччино   | Мохеган Сан, Анкасвилл, CT, США                                      | 12      | Победа          | UD12          |
| 28  | 3 февраля 2001   | Шармба Митчелл         | Джо Кортес         | Мандалай Бэй, Лас-Вегас, Невада, США                                 | 12      | Победа          | ТКО7          |
| 27  | 29 июля 2000     | Хулио Сесар Чавес      | Роберт Феррара     | Мемориал-Колизеум, Финикс, Аризона, США                              | 12      | Победа          | ТКО6          |
| 26  | 12 февраля 2000  | Ахмед Сантос           | Фрэнк Каппуччино   | Мохеган Сан, Анкасвилл, CT, США                                      | 12      | Победа          | ТКО8          |
| 25  | 21 августа 1999  | Мигель Анхель Гонсалес | Фрэнк Санторе Мл.  | Miccosukee Gaming Resort, Майами, Флорида, США                       | 12      | Победа          | ТКО10         |
| 24  | 28 ноября 1998   | Диосбелис Уртадо       | Джеймс Дженкин     | Fantasy Springs Casino, Индио, Калифорния, США                       | 12      | Победа          | ТКО5          |
| 23  | 15 августа 1998  | Рафаэль Руэлас         | Луис-Карлос Гусман | County Coliseum, Эль-Пасо, Техас, США                                | 12      | Победа          | ТКО9          |
| 22  | 5 апреля 1998    | Кэлвин Гроув           | Брайан МакМахон    | Развлекательный центр, Ньюкасл, Новый Южный Уэльс, Австралия         | 10      | Победа          | КО1           |
| 21  | 6 декабря 1997   | Исмаэль Арманд Чавес   | Артур Мерканте мл. | Стоклэнд, Таунсвилл, Квинсленд, Австралия                            | 12      | Победа          | ТКО3          |
| 20  | 31 мая 1997      | Винс Филипс            | Бенджи Эстевес мл. | Тадж-Махал, Атлантик-Сити, Нью-Джерси, США                           | 12      | Поражение       | ТКО10         |
| 19  | 18 января 1997   | Леонардо Мас           | Джо Кортес         | Центр Томаса и Мака, Лас-Вегас, Невада, США                          | 12      | Не состоявшийся | NC1           |
| 18  | 14 сентября 1996 | Ян Бергман             | Билли Майлз        | Развлекательный центр, Ньюкасл, Новый Южный Уэльс, Австралия         | 12      | Победа          | КО6           |
| 17  | 24 мая 1996      | Кори Джонсон           | Билли Майлз        | Развлекательный центр, Сидней, Новый Южный Уэльс, Австралия          | 12      | Победа          | КО4           |
| 16  | 20 января 1996   | Уго Пинеда             | Билли Майлз        | Парраматта, Сидней, Новый Южный Уэльс, Австралия                     | 12      | Победа          | ТКО11         |
| 15  | 25 июня 1995     | Роджер Мейвезер        | Билли Майлз        | Развлекательный центр, Ньюкасл, Новый Южный Уэльс, Австралия         | 12      | Победа          | UD12          |
| 14  | 28 января 1995   | Джейк Родригес         | Ричард Стил        | Эм-Джи-Эм Гранд, Лас-Вегас, Невада, США                              | 12      | Победа          | ТКО6          |
| 13  | 29 августа 1994  | Педро Санчес           |                    | Национальный теннисный центр, Мельбурн, Виктория, Австралия          | 10      | Победа          | ТКО4          |
| 12  | 2 мая 1994       | Анхель Эрнандес        |                    | Ньюкасл, Новый Южный Уэльс, Австралия                                | 10      | Победа          | ТКО7          |
| 11  | 11 января 1994   | Эктор Лопес            | Брайан Гарри       | Хайатт Регенси, Тампа, Флорида, США                                  | 10      | Победа          | UD10          |
| 10  | 23 августа 1993  | Ливингстон Брэмбл      | Брайан МакМахон    | Ньюкасл, Новый Южный Уэльс, Австралия                                | 10      | Победа          | UD10          |
| 9   | 18 июня 1993     | Роберт Ривьера         | Билли Майлз        | Развлекательный центр, Ньюкасл, Новый Южный Уэльс, Австралия         | 10      | Победа          | КО1           |
| 8   | 14 мая 1993      | Ларри Лакурзье         |                    | Развлекательный центр, Ньюкасл, Новый Южный Уэльс, Австралия         | 10      | Победа          | ТКО1          |
| 7   | 30 января 1993   | Стив Лэрримор          |                    | Пирамида, Мемфис, TN, США                                            | 10      | Победа          | ТКО2          |
| 6   | 13 ноября 1992   | Сэмми Фуэнтес          | Малколм Булнер     | Фестиваль-холл, Мельбурн, Виктория, Австралия                        | 10      | Победа          | ТКО1          |
| 5   | 11 сентября 1992 | Даниэль Кусато         |                    | Сидней, Новый Южный Уэльс, Австралия                                 | 10      | Победа          | ТКО7          |
| 4   | 23 июля 1992     | Хуан Лапорте           | Билли Майлз        | Darling Harbour Convention Cnt, Сидней, Новый Южный Уэльс, Австралия | 10      | Победа          | UD10          |
| 3   | 7 мая 1992       | Тони Джонс             | Джон Каучи         | Darling Harbour Convention Cen, Сидней, Новый Южный Уэльс, Австралия | 10      | Победа          | ТКО2          |
| 2   | 2 апреля 1992    | Недрик Симмонс         |                    | Сидней, Новый Южный Уэльс, Австралия                                 | 8       | Победа          | КО1           |
| 1   | 1 марта 1992     | Даррелл Хайлз          | Джон Уиллер        | Princes Park Football Ground, Мельбурн, Виктория, Австралия          | 8       | Победа          | ТКО1          |

## Тренерская карьера
Константин Цзю разработал свои методы тренировок профессиональных боксёров, которые он успешно применял на протяжении нескольких лет, живя в Австралии. Вернувшись на родину, Константин стал регулярно проводить мастер-классы, демонстрируя свою методику тренировок, и тренировать известных российских спортсменов.
Константин тренировал троих известных российских боксёров: Дениса Лебедева, Хабиба Аллахвердиева и Александра Поветкина.

## Гражданские инициативы
Весной-летом 2009 года Константин Цзю выступил с гражданской инициативой помочь развитию детского спорта в России за счёт организации ряда спортивных школ своего имени по всей стране. Для популяризации этого начинания, а также в честь 75-летия учебно-спортивного движения «Юный динамовец», благотворительный фонд Кости Цзю, совместно с международным фондом «Феникс» и другими организациями, организовал автопробег «Москва — Новороссийск».
В июле 2009 года на базе спортивного клуба «ФитнесМания» (Москва, Ленинский пр-т, 146) открыта первая в России Школа бокса Кости Цзю.
9 апреля 2010 года Константин возглавил редакцию первого в России электронного журнала о боевых видах единоборств Fight Magazine.

## Международный зал славы бокса
12 июня 2011 года Костя Цзю включён в Международный зал боксёрской славы как человек, внёсший огромный вклад в развитие этого вида спорта. В этот же день подобной чести удостоились американец Майк Тайсон, актёр и кинорежиссёр Сильвестр Сталлоне, бывший мексиканский чемпион Хулио Сезар Чавес, тренер Игнасио «Начо» Бериштайн и известный рефери Джо Кортес.

## Награды
- Почётная награда Международного совета российских соотечественников и Правительства Москвы «Соотечественник года» (2004) — за выдающиеся спортивные достижения и пропаганду Олимпийского движения[46].